# Икона
Ико́на (через церк.-слав. икона, от греч. εἰκόνα, εἰκών — «картина, изображение, подобие», суф. производного от εἰκῶ — «быть похожим») в христианстве (главным образом, в православии, католицизме и древневосточных православных церквях) — священное изображение лиц или событий библейской или церковной истории.
В искусствоведении «иконами» обычно называются изображения, выполненные в рамках восточнохристианской традиции на твёрдой поверхности (преимущественно на липовой доске, покрытой левкасом, то есть алебастром, разведённым с жидким клеем) и снабжённые специальными надписями и знаками. Однако с богословской и религиоведческой точки зрения иконами являются также мозаичные, живописные и скульптурные изображения в любой художественной манере, являющиеся объектом почитания согласно определению Седьмого Вселенского собора:

…Подобно изображению честного и животворящего Креста, полагать во святых Божиих церквах, на священных сосудах и одеждах, на стенах и на досках, в домах и на путях, честные и святые иконы, написанные красками и сделанные из мозаики и из другого пригодного к этому вещества, иконы Господа и Бога и Спаса Нашего Иисуса Христа, непорочные Владычицы нашея Святыя Богородицы, также и честных ангелов и всех святых и преподобных мужей. Ибо, чем чаще через изображение на иконах они бывают видимы, тем более взирающие на них побуждаются к воспоминанию о самих первообразах и к любви к ним и к тому, чтобы чествовать их лобызанием и почитательным поклонением (τιμιτικην προσκυνησιν), не тем истинным по нашей вере служением (λατρειαν), которое приличествует одному только Божескому естеству, но почитанием по тому же образцу, как оно воздаётся изображению честного и животворящего Креста и святому евангелию, и прочим святыням, фимиамом и поставлением свечей, как делалось это по благочестивому обычаю и древними. Ибо честь, воздаваемая образу, восходит к первообразу, и поклоняющийся (ο προσκυνών) иконе поклоняется (προσκυνεί) ипостаси изображённого на ней.
— Догмат о иконопочитании Трёхсот шестидесяти седми святых отец Седьмого Вселенского Собора

## История
Русский богослов Павел Флоренский полагал, что иконы появились в Египте и технологически восходят к египетским маскам на саркофагах, которые запечатлевали «идеальные черты усопшего». 
В христианстве иконы в том или ином виде существовали с первых веков. Самые ранние из известных нам связываются главным образом с Римскими катакомбами.
В IV веке Поместный собор в Эльвире (современная Гранада) запретил изображения в христианских храмах. Однако он не оказал влияние на восприятие икон и не был признан членами поместных Церквей. В настоящее время все большее число учёных склоняется к мысли, что принятый канон не являлся всеобъемлющим запретом церковных изображений.
В 730 году византийский император Лев III Исавр инициировал иконоборчество, которое потерпело поражение и закончилось утверждением иконопочитания на Седьмом Вселенском соборе 787 года. В XI веке традиции иконописи проникли на Русь (Григорий Иконописец). В XIII веке сформировалась македонская школа иконописи. Мануил Панселин расписал монастыри Афона и создал образ Господа Вседержителя. В XIV веке Феофан Грек распространил традиции византийской иконописи на Русь, изображая образы Спаса Вседержителя, Крещения Господня, Сретения Господня и Сошествия Христа в ад. В том же веке Гойтан написал Спас Ярое око.

## Богословское и метафизическое значение
Икона, являясь как и слово, «одним из средств познания Бога, одним из путей к объединению с Ним» (Вл. Лосский) есть произведение церковно-литургического искусства, а потому и значение её может быть раскрыто во всей полноте лишь в онтологических актах молитвы, совершаемой за литургией.
В церковном учении об иконах можно выделить четыре тесно переплетённых между собой аспекта:
- дидактический, соответствующий «буквально» тексту и сюжетной стороне Писания и Предания;
- символический, соответствующий «аллегорическому» уровню Библии;
- мистический: лица и события, изображенные на иконе, в акте напоминания актуализируют своё присутствие (не сущностно, а по действию, греч. «энергии»);
- и, наконец, тесно связанный с мистическим, литургический аспект иконы, её участие в формировании богослужебного пространства как «неба на земле».

Из функций иконы выделяют богословско-символическую, миссионерскую, эстетическую и богослужебную.

### Позиция иконоборцев
Иконоборцы, отвергая иконы, тем не менее допускали религиозную живопись. Они, таким образом, отрицали мистический и литургический аспекты священных изображений.
Иконоборцы основывали свои взгляды на второй из десяти заповедей, данных Богом Моисею: «Не делай себе кумира и никакого изображения того, что на небе вверху, и что на земле внизу, и что в воде ниже земли; не поклоняйся им и не служи им…» (Исх. 20:4-5). Хотя живописные изображения Христа и святых были известны уже древней церкви, но единообразный канон отношения к иконам отсутствовал. При этом в народных массах иконы окружались суеверным поклонением:

В массах иконопочитание преломлялось иногда грубым и чувственным суеверием… Появился обычай брать иконы в восприемники детей, примешивать соскобленную с икон краску в евхаристическое вино, причастие класть на икону, чтобы получить его из рук святых и т. д. … Иными словами, с иконопочитанием происходило то, что раньше происходило часто с культом святых и почитанием мощей. Возникнув на правильной христологической основе, как плод и раскрытие веры Церкви в Христа, — они слишком часто отрываются от этой основы, превращаются в нечто самодовлеющее, а следовательно, ниспадают обратно в язычество.
— Шмеман А. Исторический путь Православия
Произошёл «рост магических несуразностей в почитании священных предметов, грубое фетишизирование иконы». Такое поведение и вызывало обвинения в язычестве и идолопоклонстве. Ещё до начала иконоборчества Анастасий Синаит (VII век) писал: «Многие думают, что крещение достаточно чтится тем, кто войдя в церковь, перецелует все иконы, не обращая внимания на литургию и богослужение». Также академик В. Н. Лазарев отмечает, что для религиозного искусства в тот период уже была характерна излишняя чувствительность, которая для некоторых ставила под сомнение святость иконы. При этом, как отмечает историк Карташёв, просвещение в Византии к этому времени значительно понизилось по сравнению с временами императора Юстиниана, и «тонкие проблемы догматики стали непосильны большинству богословских умов». Позиция большинства протестантских церквей совпадает с отношением к иконам иконоборцев. Однако, в некоторых, например в традиционных лютеранских деноминациях, сохранились религиозная живопись и почитание икон.

### Позиция иконопочитателей
Иконопочитатели же опирались на более созвучное (по крайней мере, со времён Аристотеля) европейскому способу мышления понимание образа (в частности, на Ареопагитово апофатическое учение о «несходных подобиях»). Святые отцы уже в IV—V веках пришли к пониманию того, что образ (изображение) не является копией архетипа, но только его отражением, не во всём ему подобным. Такое понимание образа позволило иконопочитателям преодолеть одновременно обе противоположные ереси, в которых их обвиняли, и учением своим защитить важнейший в христианской культуре догмат (т. н. христологический) о «неслитном соединении» двух природ во Христе. По Иоанну Дамаскину, «иконы суть видимое невидимого и не имеющего фигуры, но телесно изображенного из-за слабости понимания нашего». В силу этой слабости мы и невидимое стремимся мыслить по аналогии с видимым, «ибо видим в сотворенном образы, тускло показывающие нам божественные откровения». Следовательно, изображается на иконе не «природа» (человеческая или божественная), не изобразимая вне конкретных ипостасей, но Ипостась, что и сохраняет непостигаемость и неизобразимость Первообраза (божественной природы и способа её соединения с человеческой) в изображениях Богочеловека (равно как и обоженных людей). «Христос, будучи изображенным на иконе, остается неописуемым», и не следует пытаться опровергать «разумом не постигаемое им, доказательствами — недоказуемое, силлогизмами — не подчиняющееся закону силлогизма».
Подчёркивая недопустимость переноса поклонения архетипу на саму икону (изображение) как его чувственное отражение (тем более, на материал, из которого она изготовлена — хотя он и освящается приобщённостью к святыне), VII Вселенский собор определил значение икон как напоминательное: иконы побуждают молящихся «к воспоминанию о самих первообразах и к любви к ним».

## Отношение к иконам в народе
Среди невоцерковленного народа почитание икон может принимать форму идолопоклонства, когда поклоняются самой иконе, а не тому, что на ней изображено. Иконе приписываются магические свойства. Подобное отношение, несовместимое с догматом об иконопочитании, систематически критикуется православными богословами.
На Руси такое представление об иконах известно издревле, при этом большое влияние оказало прежнее язычество.
С большим энтузиазмом принимались в народе сообщения о чудотворных иконах. Так, например, в XV веке Лука Колоцкий объявил, что нашёл «на некоем древе» икону Богородицы, явившуюся с неба. Икона, по рассказу Луки, проявила действие над «некиим расслабленным», лежавшим в доме Луки. Весть о чуде разнеслась по окрестным сёлам, и к Луке стали стекаться больные в надежде на чудесное исцеление. Однажды Лука пошёл с иконой в Можайск. К нему навстречу Крестным ходом вышел князь Андрей Дмитриевич Можайский, сопровождаемый духовенством, боярами и толпой простого народа. Тогда Лука с иконой направился к Москве, где его встретил митрополит Фотий с епископами и всем Священным собором, великий князь Василий I с боярами и толпа простых москвичей. Собранных Лукой средств оказалось достаточно для того, чтобы основать Колоцкий монастырь.

## Освящение икон
Освящение икон — церковный обряд благословения и освящения иконы. В современной практике Русской православной церкви используется особый чин освящения икон с чтением специальных молитв и окроплением иконы святой водой. Молитвы на освящение икон известны также в католической и современной греческой церкви.

## Классификация икон
По сюжетам иконы можно разделить на:
- Иконы Святой Троицы — символические и «по пророческим видениям» изображения троичного догмата;
- Иконы христологического ряда, среди которых выделяются непосредственно иконы Спасителя и изображения евангельских событий с участием Христа. Среди последних отдельную группу составляют т. н. «страстные» иконы (иконы страстного цикла), повествующие о страданиях и распятии Христа;
- Богородичные иконы, среди которых условно выделяют непосредственно иконы Марии и иконы богородичных праздников;
- Иконы святых и сил бесплотных;
- Иконы праздников и событий священной истории;
- Символические и аллегорические композиции.

По количеству изображаемых персонажей называют одно-, двух-, и т. д., а также многофигурные композиции.
По количеству самостоятельных композиций выделяют одно-, двух- и т. д. -частные иконы. Кроме того, существуют иконы с клеймами, в которых основная центральная композиция (средник) окружена одним или несколькими рядами второстепенных композиций (клейм), обычно составляющих более или менее полный ряд иллюстраций, повествующий об истории изображённого в среднике лица или события, либо иллюстрирующие иной, связанный с ними текст. Среди подобных икон называют житийные иконы (иконы с житием), иконы с деяниями, иконы со сказанием, иконы с акафистом и т. д. В болгарской иконописи в XIX веке были распространены Иерусалимии — сложные многосюжетные композиции, посвящённые святым местам Иерусалима.
По объятности (охватываемости, масштабам изображаемых фигур) выделяются ростовые (изображающие персонажей в полный рост), тронные (полное изображение фигур восседающих на престоле), поясные (изображение фигур в пределах линии пояса или несколько ниже), огрудные (изображение фигур в пределах линии пупа), оплечные (изображение фигур в пределах линии груди) и оглавные (изображение только лика или лика и плеч в пределах линии ключиц) иконы. Поколенные и фрагментные изображения иконописи не свойственны.
По стилистическим особенностям иконы относят к той или иной школе иконописи: новгородской, московской, строгановской и т. д. Также в ходе искусствоведческой атрибуции икона может быть отнесена к «школе», «окружению» или «мастерской» конкретного иконописца, например: «икона окружения Андрея Рублёва» или «икона мастерской Дионисия».
По технике исполнения выделяют:
- живописные иконы, среди которых можно назвать энкаустические, мозаические, темперные иконы, иконы, написанные в технике масляной живописи, и т. д.;
- вышитые иконы — выполненные в той или иной технике шитья;
- литые иконы;
- резные иконы;
- печатные или типографские иконы;
- сводчатый алтарь, складень — складная икона из нескольких шарнирно скрепленных досок, покрытых живописным изображением с обеих сторон.

По месту нахождения иконы делятся на домовые, путные (дорожные) и храмовые. Среди последних по месту расположения в храме называют иконостасные, аналойные, заамвонные и т. д. Икона, участвующая в Крестном ходе называется выносной. Домовая икона может быть семейной (передающейся по наследству из поколения в поколение), мерной (заказанной после рождения в семье младенца в честь его патронального святого на доске, равной по размеру росту ребёнка при рождении), венчальной (участвующей в обряде венчания), именной (с изображением тезоименного её владельцу святого) и т. п. Икона, написанная по особому обещанию именуется обетной.
Среди икон выделяют чудотворные — отмеченные необычными явлениями, по типу чудотворения иконы могут называться явленными (чудесно обретёнными), мироточивыми (выделяющими миро), целительными и т. д. В иконы могут помещать в специальных мощевиках мощи святых.
По размеру существует несколько характерных наименований:
- листоушка (листовушка) — малая икона на доске размером от 1 до 4 вершков;
- пядница (пятка) — икона размером в пядь;
- осьмерик, девятерик, десятерик и т. д. — икона размером, соответственно, 8, 9 и 10 вершков.

## Икона как живописное произведение
И́конопись (от икона и писа́ть) — иконописание, иконное писание, вид средневековой живописи, религиозной по темам и сюжетам, культовой по назначению. В наиболее общем смысле — создание священных изображений, предназначенных быть посредником между миром Божественным и земным при индивидуальной молитве или в ходе христианского богослужения, одна из форм проявления Божественной истины.

## Использование термина применительно к другим религиям
Термин «икона» иногда используется для именования священных живописных изображений в тибетском буддизме.